# Pravilo gola u gostima
Pravilo gola u gostima je način odlučivanja pobednika u nerešenim fudbalskim utakmicama, kao i kod ostalih sportova, kod kojih se igraju po dve utakmice između ekipa, gde je u svakoj od njih po jedna ekipa domaćin. Kod gola u gostima, ekipa koja postigne više pogodaka na utakmici na gostujućem terenu, pobeđuje ako je ukupni rezultat izjednačen. Zato se često kaže da gol u gostima "vredi dvostruko".
Pravilo gola u gostima se najčešće koristi u takmičenjima sa po dve utakmice, koje se igraju na ispadanje, pri čemu se postignuti golovi na tim utakmicama sabiraju. Većinom se pobednik rešava izvođenjem penala, ali kod nekih takmičenja, gol u gostima je prvi element koji odlučuje pobednika. Pravila variraju od perioda igre u kome je postignut pogodak, zavisno od toga da li je postignut u regularnom toku utakmice ili u produžecima.
Namena gola u gostima je da ohrabri ekipe da igraju što više napadački. U fudbalu, pravilo dovodi do toga da se u prvim utakmicama vodi više računa o odbrani svog gola, kako bi se ostvario što povoljniji rezultat pred revanš. Takva taktika čini revanš utakmicu znatno uzbudljivijom, jer tada obično ekipe nemaju mnogo prostora za kalkulaciju. Mnogo je rasprava o tome da li ovo pravilo stavlja ekipe u neravnopravan položaj. Ovo pravilo se primenjuje u takmičenjima poput nokaut faze Lige šampiona, Lige Evrope, u kvalifikacijama za svetsko ili evropsko prvenstvo.
Jedna od utakmica u kojima je pobednik odlučen ovim pravilom, a koja je najčešće spominjana od strane kritičara ovog pravila je polufinalna utakmica Lige šampiona u sezoni 2002/03. između Intera i Milana. Obe su utakmice igrane na stadionu Đuzepe Meaca, na kojem obe ekipe igraju svoje mečeve kao domaćini. Utakmice su se završile rezultatima 0-0 i 1-1, ali je Milan službeno bio gost za vreme revanš utakmice u kojoj su postignuti golovi. Zbog toga se Milan plasirao u finale.
UEFA je 24. juna 2021. odobrila predlog za ukidanje pravila gostujućih golova u svim UEFA-inim klupskim takmičenjima od sezone 2021/22.